# Comisión Mixta para la Unión Europea
La Comisión Mixta Congreso-Senado para la Unión Europea es una comisión parlamentaria de las Cortes Generales integrada por miembros del Congreso de los Diputados y del Senado. Evolución natural de la Comisión Mixta para las Comunidades Europeas (creada en 1985), la Comisión Mixta para la Unión Europea persigue la participación del parlamento en los asuntos de la Unión Europea, obteniendo información para influir en la postura del gobierno. Desde su creación se han ampliado sus funciones por medio de las Leyes 24/2009, de 22 de diciembre de 2009 y 38/2010, de 20 de diciembre de 2010, que modificaron a la inicial Ley 8/1994.

## Competencias
Se dotó en 1994 de las siguientes competencias para el cumplimiento de sus fines:
- Conocer, tras su publicación, los decretos legislativos promulgados en aplicación del derecho derivado comunitario.
- Recibir, a través del Gobierno, las propuestas legislativas de la Comisión Europea, con antelación suficiente para su información o para que puedan ser examinadas. El Gobierno, a la mayor brevedad posible, y a reserva de una valoración definitiva, remitirá a la Cámara un sucinto informe sobre el contenido sustancial de aquellas propuestas legislativas de la Comisión Europea que tengan repercusión en España. Cuando la Comisión lo considere oportuno, podrá solicitar del Gobierno la ampliación de la información remitida.
- Celebrar debates sobre una propuesta legislativa concreta en el seno de la Comisión y solicitar, si se considera oportuno, al Presidente de cualquiera de ambas Cámaras la celebración de un debate en el Pleno respectivo con el mismo fin, participando el Gobierno en ambos casos. La Comisión podrá solicitar, a través de la Mesa del Congreso, que otra u otras Comisiones de ambas Cámaras informen previamente sobre una cuestión determinada. Aprobada la propuesta o iniciativa legislativa por el Consejo de Ministros de la Unión Europea, la Comisión Mixta podrá acordar la comparecencia del Gobierno para dar cuenta de la tramitación y resultados.
- Recibir del Gobierno la información que obre en su poder sobre las actividades de las instituciones de la Unión Europea.
- Ser informada por el Gobierno de las líneas inspiradoras de su política en el seno de la Unión Europea, así como de las decisiones y acuerdos del Consejo de Ministros de la Unión Europea. A tal fin, el Gobierno remitirá a las Cámaras, con anterioridad a cada Consejo Europeo ordinario, un informe escrito sobre la evolución de los acontecimientos de la Unión Europea durante la Presidencia que concluye en dicho Consejo.
- Elaborar informes sobre aquellas cuestiones relativas a la actividad de la Unión Europea que pueda considerar de interés, entre ellas las reseñadas en el apartado b).
- Establecer relaciones de cooperación con los órganos adecuados de los restantes Parlamentos de los países miembros de la Unión Europea y del Parlamento Europeo.
- Celebrar reuniones conjuntas con los Diputados españoles en el Parlamento Europeo.
- Mantener relaciones de recíproca información y colaboración con las Comisiones existentes en otros Parlamentos nacionales de Estados miembros de la Unión que tengan competencias similares a las de la Comisión Mixta, así como con las correspondientes Comisiones del Parlamento Europeo.

En 2009, tras la firma del Tratado de Lisboa, se actualizó la regulación de la Comisión Mixta, y se añadieron como competencias:
- Emitir en nombre de las Cortes Generales, con arreglo a lo dispuesto en la normativa europea aplicable, dictamen motivado sobre la vulneración del principio de subsidiariedad, en los términos que se recogen en el Capítulo II de esta Ley. Cuando fuese necesario para sus deliberaciones la Comisión Mixta para la Unión Europea podrá pedir al Gobierno un informe relativo a la conformidad del acto legislativo con el principio de subsidiariedad, el Gobierno deberá remitir dicho informe en el plazo máximo de dos semanas, acompañado de los documentos oficiales de los órganos de la Unión Europea que se hubieran empleado en la preparación del proyecto legislativo y que obren en poder del Gobierno. Cuando la Comisión lo considere oportuno, podrá solicitar del Gobierno la ampliación de la información remitida.

- Solicitar del Gobierno la interposición del recurso de anulación ante el Tribunal de Justicia de la Unión Europea por infracción del principio de subsidiariedad, conforme se indica en el artículo 7 de esta Ley.

- Participar en los procedimientos de revisión simplificados de los Tratados previstos en el artículo 48.7 del Tratado de la Unión Europea, en los términos establecidos en el artículo 8 de esta Ley.

- Recibir la información de las solicitudes de adhesión a la Unión Europea, con arreglo a lo previsto en el artículo 49 del Tratado de la Unión Europea.

- Participar en las actividades de Eurojust y de Europol, en los términos establecidos en los artículos 12 del Tratado de la Unión Europea y 85 y 88 del Tratado de Funcionamiento de la Unión Europea, y adoptar las decisiones previstas en el artículo 81.3 del Tratado de Funcionamiento de la Unión Europea, sobre aspectos del Derecho de familia con implicaciones transfronterizas.

## Presidentes
VI Legislatura
- Pedro Solbes Mira (10 de junio de 1996-15 de septiembre de 1999)
- Josep Borrell Fontelles (28 de septiembre de 1999-18 de enero de 2000)

VII Legislatura
- Josep Borrell Fontelles (23 de mayo de 2000-20 de enero de 2004)

VIII Legislatura
- Ana Palacio Vallelersundi (27 de mayo de 2004-28 de agosto de 2006)
- Carlos Aragonés Mendiguchía (7 de septiembre de 2006-15 de enero de 2008)

IX Legislatura
- Miguel Arias Cañete (3 de junio de 2008-27 de septiembre de 2011)

X Legislatura
- Gerardo Camps Devesa (8 de febrero de 2012-27 de octubre de 2015)

XI Legislatura
- José Zaragoza Alonso (24 de febrero de 2016-3 de mayo de 2016)

XII Legislatura
- María Soraya Rodríguez Ramos (16 de noviembre de 2016-5 de marzo de 2019)

XIII y XIV Legislatura
- Susana Sumelzo Jordán (30 de julio de 2019-30 de mayo de 2023)